# Пузанов, Алексей Викторович
Алексей Викторович Пузанов (род. 22 октября 1998) — российский хоккеист, защитник.

## Биография
Стал заниматься хоккеем с шести лет, сомещал с занятиями акробатикой. Первый тренер Николай Симонов. В 11 лет уехал из Набережных Челнов в казанский «Ак Барс», где пробыл 3,5 года. В середине 9-го класса перешёл в нижнекамский «Нефтехимик».
Начинал играть в команде МХЛ-Б «Челны» (2015/16). В сезонах 2016/17 — 2018/19 провёл 200 матчей за команду системы «Нефтехимика» «Реактор» в МХЛ. В сезонах 2018/19, 2019/20 — 2020/21 выступал также за ЦСК ВВС Самара в ВХЛ. 26 февраля 2020 года в гостевом матче «Нефтехимика» против «Адмирала» (3:2) дебютировал в КХЛ, в следующих двух сезонах провёл ещё 41 матч. В сезонах 2021/22 — 2022/23 сыграл также 37 матчей за «Ижсталь» в ВХЛ. 31 августа 2023 перешёл из системы «Нефтехимика» в «Югру». 26 декабря 2023 был обменян на денежную компенсцию в «Металлург» Новокузнецк.